# خوان غيلبرتو فونيس
خوان غيلبرتو فونيس (بالإسبانية: Juan Gilberto Funes)‏ هو لاعب كرة قدم أرجنتيني في مركز الهجوم، ولد في 8 مارس 1963 في مدينة سان لويس في الأرجنتين، وتوفي في 11 يناير 1992 في بوينس آيرس في الأرجنتين بسبب نوبة قلبية. لعب مع بوكا جونيورز وخيمناسيا إسغريما دي ميندوزا وريفر بليت وسارمينتو دي خونين وفيليز سارسفيلد ونادي أولمبياكوس ونادي ميلوناريوس.

## وصلات خارجية
- خوان غيلبرتو فونيس على موقع الاتحاد الأوربي (الإنجليزية)
- خوان غيلبرتو فونيس على موقع قاعدة بيانات كرة القدم.إي يو (الإنجليزية)
- خوان غيلبرتو فونيس على موقع ناشيونال فوتبول تيمز (الإنجليزية)
- خوان غيلبرتو فونيس على موقع عالم كرة القدم.نت (الإنجليزية)